# Vertrag von Kars
Der Vertrag von Kars (türkisch Kars Antlaşması, russisch Карсский договор, wissenschaftliche Transliteration Karsskij dogovor) wurde am 13. Oktober 1921 in Kars geschlossen und am 11. September 1922 in Jerewan ratifiziert. Er regelte den Grenzverlauf zwischen der Türkei und Sowjetrussland und die Zugehörigkeit von Nachitschewan zur Aserbaidschanischen SSR. Der Vertrag ist bis heute in Kraft und betrifft auch die heutigen kaukasischen Nachfolgestaaten der Sowjetunion: Georgien, Armenien und Aserbaidschan. Er ist de jure ein Freundschaftsvertrag und wurde zwischen der Armenischen SSR, der Aserbaidschanischen SSR und der Georgischen SSR auf der einen Seite und der Türkei (vertreten durch die Regierung der Großen Nationalversammlung der Türkei) auf der anderen Seite geschlossen. Grundlage des Vertrags von Kars ist das wenige Monate zuvor geschlossene Frieden- und Freundschaftsabkommen von 1921 zwischen Sowjetrussland und der Türkei.

## Vorgeschichte
Im Gefolge des Russisch-Türkischen Krieges annektierte Russland vom Osmanischen Reich 1878 auch die Gebiete von Kars, Ardahan und Batumi. Der Erste Weltkrieg löste den Zusammenbruch des Russischen Reiches und des Osmanischen Reiches aus. Es entstanden auf dem Gebiet dieser ehemaligen Imperien unter anderem die Russische Sozialistische Föderative Sowjetrepublik (nach der Oktoberrevolution), die Demokratische Republik Georgien, Demokratische Republik Armenien und Demokratische Republik Aserbaidschan. Die Grenzen zwischen diesen neuen Staaten waren ungeklärt und wurden durch zahlreiche Kriege beeinflusst, den Russischen Bürgerkrieg, den Türkischen Befreiungskrieg und durch Kriege zwischen den kaukasischen Republiken um die mehrheitlich armenisch besiedelten Gebiete Bergkarabach (völkerrechtlich Teil Aserbaidschans), Sangesur (heute Teil Armeniens), Lori (heute Teil Armeniens) und Dschawachetien (heute Teil Georgiens).

## Inhalt und Zustandekommen
Der im Vertrag von Moskau vom 16. März 1921 vereinbarte sowjetisch-türkische Grenzverlauf wurde durch die formelle Zustimmung der kaukasischen Sowjetrepubliken unter Annullierung aller vorheriger Territorialverträge festgeschrieben. Im Vertrag wurde außerdem geregelt, dass Nachitschewan einen Autonomiestatus erhält und Teil der Aserbaidschanischen SSR wird. Die Türkei trat Adscharien und damit die Hafenstadt Batumi an Georgien ab unter der Bedingung, dass der Türkei freier Zugang zum Hafen von Batum und der Bevölkerung Adschariens ein großes Maß an lokaler Autonomie gewährt wird. Im Gegenzug gewann die Türkei endgültig die Kars-Ardahan-Region (im Vertrag von Alexandropol vom 2. Dezember 1920 hatten die armenischen Truppen die Kars-Ardahan-Region bereits an Mustafa Kemals Truppen verloren). Es wurden Regelungen hinsichtlich der Flüchtlinge der Kriege von 1918 und 1920 vereinbart sowie die Freilassung aller Kriegsgefangenen, die an der kaukasischen Front gekämpft hatten.
Die kaukasischen Delegationen erschienen lediglich zur Unterzeichnung des Abkommens, die Georgische, die Armenische und die Aserbaidschanische Sowjetrepublik besaßen (wie alle außer Sowjetrussland) nur theoretisch außenpolitische Kompetenzen. Demzufolge wurde zum Kongress des Völkerbundes in Genua von 1922 nur Sowjetrussland (die Russische SFSR) eingeladen.

## Weitere Geschichte
Nach dem Zweiten Weltkrieg machte die Sowjetunion deutlich, dass sie eine Annullierung des Vertrags von Kars zugunsten Armeniens und Georgiens anstrebt. Stalin forderte im März 1945 die Abtretung der Provinzen Ardahan und Kars und begründete seine Forderungen als Entschädigung für den Völkermord an den Armeniern 1915. Im Herbst 1945 bezogen an der sowjetisch-türkischen Grenze sowjetische Truppen für einen möglichen Einmarsch in die Türkei Stellung. Die sowjetischen Forderungen und das Ansinnen der Armenier wurde auch den westlichen Führern der Alliierten, Winston Churchill und Franklin Roosevelt unterbreitet. Das militärische Vorhaben scheiterte allerdings an der Ablehnung durch Churchill.
Nach seiner Unabhängigkeit 1991 hat Armenien den Vertrag von Kars für ungültig erklärt, weil er damals ohne Zustimmung Armeniens einseitig unterschrieben worden sei. Aus Sicht der Armenier symbolisiert der Vertrag von Kars den Verlust von Westarmenien an die Türkei und Nachitschewan an Aserbaidschan nach dem Völkermord an den Armeniern 1915 und den Ausverkauf armenischer Interessen durch Russland. De facto aber wird die Grenze zur Türkei nicht in Frage gestellt.
Im Zuge des Konfliktes um Bergkarabach zwischen Aserbaidschan und Armenien wurden die Aserbaidschaner aus Bergkarabach vertrieben und die international nicht anerkannte Republik Bergkarabach entstand. Andererseits kam es im Frühjahr 1992 auch an der Grenze zwischen Nachitschewan und Armenien zu militärischen Auseinandersetzungen. Die Auseinandersetzung begann durch armenische Angriffe am 4. Mai 1992 und erreichte ihren Höhepunkt am 18. Mai, als armenische Truppen Raketen und Panzer einsetzten. Es gab auf aserbaidschanischer Seite 20 Tote und 120 Verletzte. Die Türkei drohte daraufhin auf ihre aus diesem Vertrag resultierenden Verantwortungen für das Nachitschewan hinweisend mit einem militärischen Eingreifen. Der armenische Präsident Lewon Ter-Petrosjan erklärte, dass es sich nicht um Aktionen regulärer Einheiten, sondern von Freischärlern gehandelt habe. Kurz darauf endeten die Auseinandersetzungen und die Türkei rückte von ihrer Drohung ab, hält allerdings die Grenze zu Armenien nach diesen Ereignissen seit 1993 geschlossen. Im Widerspruch zum Vertrag blockiert die Türkei seitdem auch die Eisenbahnverbindung Kars–Gjumri(–Tiflis). Armenien erkennt die Grenze zwischen beiden Ländern gemäß diesem internationalen Vertrag auch heute nicht an.